# Maria Teresa d'Asburgo-Lorena (arciduchessa di Teschen)
Maria Teresa d'Asburgo-Lorena (in tedesco: Maria Theresia Antoinette Immakulata Josepha Ferninanda Leopoldine Franziska Caroline Isabelle Januaria Aloysia Christine Anne; Brandýs nad Labem-Stará Boleslav, 18 settembre 1862 – Żywiec, 10 maggio 1933) era un membro della casa d'Asburgo, nata arciduchessa d'Austria e principessa d'Ungheria, Boemia e Toscana; divenne duchessa di Teschen per matrimonio.

## Biografia
Suo padre era il principe e arciduca Carlo Salvatore d'Asburgo-Toscana, figlio del granduca Leopoldo II di Toscana e della sua seconda moglie, la granduchessa Maria Antonietta di Borbone; sua madre era la principessa Maria Immacolata di Borbone-Due Sicilie, figlia del re Ferdinando II delle Due Sicilie e della sua seconda moglie, la regina Maria Teresa d'Asburgo-Teschen, nata arciduchessa d'Austria.

### Matrimonio
Sposò, il 28 febbraio 1886, a Vienna, l'arciduca Carlo Stefano d'Asburgo-Teschen (1860-1933), figlio dell'arciduca Carlo Ferdinando d'Asburgo-Teschen e dell'arciduchessa Elisabetta Francesca d'Asburgo-Lorena.

### Dopo la prima guerra mondiale

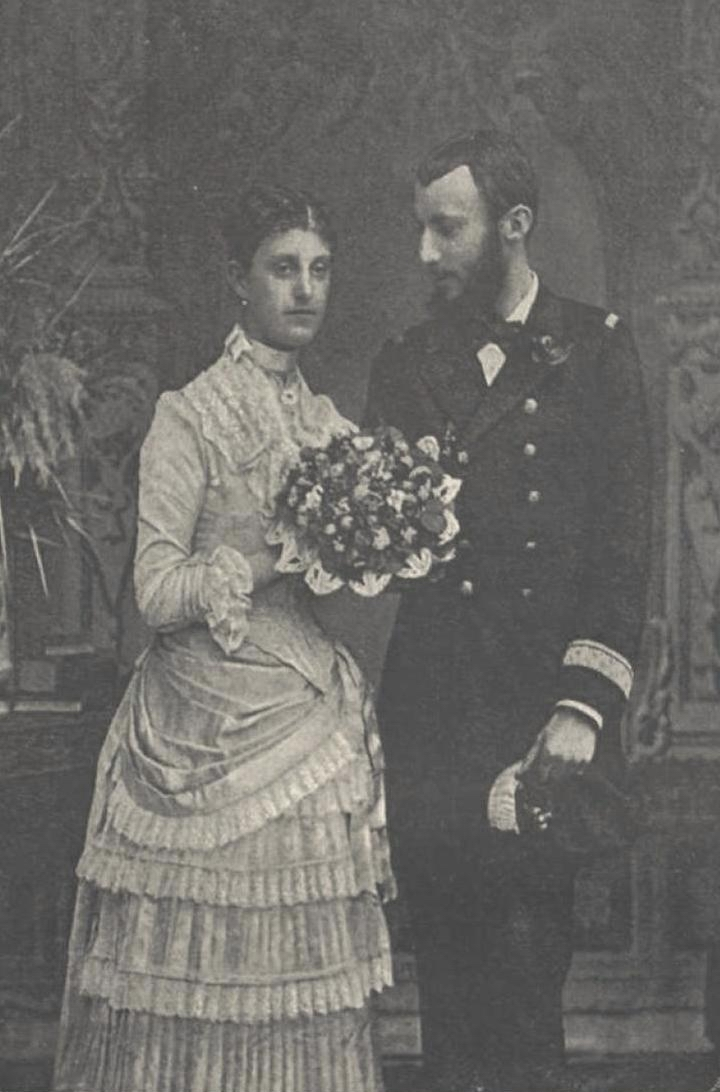
Maria Teresa e Carlo Stefano nel giorno del loro matrimonio.

Nel 1918 nacque lo stato della Polonia e dopo la caduta della monarchia, la famiglia continuò a vivere qui. Nel 1919 il governo polacco confiscò i beni immobile della famiglia. I membri della famiglia divennero cittadini polacchi nel 1925 e gli vennero restituiti le loro terre confiscate.
La loro fortuna si basava sulla produzione della birra di Żywiec, che in seguito venne conosciuta in tutto il mondo.

### Morte
Suo marito morì il 7 aprile 1933. Maria Teresa morì poche settimane dopo, il 10 maggio, all'età di 70 anni.

## Discendenza
Maria Teresa e Carlo Stefano ebbero sei figli:
| Immagine | Nome                                                                       | Nascita                   | Morte                          | Matrimonio                | Consorte                                                                          | Discendenza               | Titolo                                                                          |
| -------- | -------------------------------------------------------------------------- | ------------------------- | ------------------------------ | ------------------------- | --------------------------------------------------------------------------------- | ------------------------- | ------------------------------------------------------------------------------- |
|          | Eleonora Eleonora Maria Immakulata Christina Josepha                       | 28 novembre 1886, Pola    | 26 maggio 1974, Baden-Baden    | 9 giugno 1913, Saybusch   | Alfonso von Kloss (1880 - 1953)                                                   | 8 figli e 23 nipoti       | Arciduchessa d'Austria - rinunciò ai suoi titoli nel 1913                       |
|          | Renata Renata Marie Caroline Raineria Theresia Philomena Desideria Macaria | 2 gennaio 1888, Pola      | 16 maggio 1935, Zabierzów      | 15 gennaio 1909, Saybusch | Hieronim Mikołaj Radziwiłł (6 gennaio 1885 - 6 aprile 1945)                       | 6 figli                   | Arciduchessa d'Austria (rinunciò ai titoli nel 1909), poi principessa Radziwill |
|          | Carlo Alberto Karl Albrecht Nikolaus Leo Gratianus                         | 18 dicembre 1888, Pola    | 17 marzo 1951, Stoccolma       | 8 dicembre 1920, Żywiec   | Alice Elisabeth Ankarcrona (18 dicembre 1889 - 26 novembre 1985)                  | 4 figli e più di 2 nipoti | Arciduca d'Austria                                                              |
|          | Mechtild Mechthildis Maria Christine                                       | 2 gennaio 1891, Pola      | 2 gennaio 1966, Rio de Janeiro | 11 gennaio 1913, Żywiec   | Olgierd Czartoryski                                                               | 4 figli più nipoti        | Arciduchessa d'Austria (rinunciò ai titoli nel 1913)                            |
|          | Leone Carlo Leo Karl Maria Cyril Methodius                                 | 5 luglio 1893, Pola       | 28 aprile 1939, Bestwina       | 1922, Vienna              | Maria Klothilde von Thuillières von Montfoye-Vaufrey et de la Roche (1893 - 1978) | 4 figli più nipoti        | Arciduca d'Austria                                                              |
|          | Guglielmo Wilhelm Franz - Vasyl Vyshyvanyi                                 | 10 febbraio 1895, Lussino | 18 agosto 1948, Kiev           |                           |                                                                                   |                           | Arciduca d'Austria                                                              |

## Ascendenza
|                                         |                               |                                      | Genitori                              |  |  | Nonni |  |  | Bisnonni                  |  |  | Trisnonni                    |  |
|                                         |                               |                                      |                                       |  |  |       |  |  | Ferdinando III di Toscana |  |  | Leopoldo II d'Asburgo-Lorena |  |
|                                         |                               |                                      |                                       |  |  |       |  |  | Ferdinando III di Toscana |  |  | Leopoldo II d'Asburgo-Lorena |  |
|                                         |                               | Maria Luisa di Borbone-Spagna        |                                       |  |  |       |  |  | Ferdinando III di Toscana |  |  |                              |  |
| Leopoldo II di Toscana                  |                               |                                      |                                       |  |  |       |  |  | Ferdinando III di Toscana |  |  |                              |  |
|                                         |                               | Luisa Maria Amalia di Borbone-Napoli | Ferdinando I delle Due Sicilie        |  |  |       |  |  |                           |  |  |                              |  |
|                                         |                               | Luisa Maria Amalia di Borbone-Napoli | Ferdinando I delle Due Sicilie        |  |  |       |  |  |                           |  |  |                              |  |
|                                         |                               | Luisa Maria Amalia di Borbone-Napoli | Maria Carolina d'Asburgo-Lorena       |  |  |       |  |  |                           |  |  |                              |  |
| Carlo Salvatore d'Asburgo-Toscana       |                               | Luisa Maria Amalia di Borbone-Napoli |                                       |  |  |       |  |  |                           |  |  |                              |  |
|                                         |                               | Francesco I delle Due Sicilie        | Ferdinando I delle Due Sicilie        |  |  |       |  |  |                           |  |  |                              |  |
|                                         |                               | Francesco I delle Due Sicilie        | Ferdinando I delle Due Sicilie        |  |  |       |  |  |                           |  |  |                              |  |
|                                         |                               | Francesco I delle Due Sicilie        | Maria Carolina d'Asburgo-Lorena       |  |  |       |  |  |                           |  |  |                              |  |
| Maria Antonietta di Borbone-Due Sicilie |                               | Francesco I delle Due Sicilie        |                                       |  |  |       |  |  |                           |  |  |                              |  |
|                                         |                               | Isabella di Borbone-Spagna           | Carlo IV di Spagna                    |  |  |       |  |  |                           |  |  |                              |  |
|                                         |                               | Isabella di Borbone-Spagna           | Carlo IV di Spagna                    |  |  |       |  |  |                           |  |  |                              |  |
|                                         |                               | Isabella di Borbone-Spagna           | Maria Luisa di Borbone-Parma          |  |  |       |  |  |                           |  |  |                              |  |
| Maria Teresa d'Asburgo-Lorena           |                               | Isabella di Borbone-Spagna           |                                       |  |  |       |  |  |                           |  |  |                              |  |
|                                         | Francesco I delle Due Sicilie | Ferdinando I delle Due Sicilie       |                                       |  |  |       |  |  |                           |  |  |                              |  |
|                                         | Francesco I delle Due Sicilie | Ferdinando I delle Due Sicilie       |                                       |  |  |       |  |  |                           |  |  |                              |  |
|                                         | Francesco I delle Due Sicilie | Maria Carolina d'Asburgo-Lorena      |                                       |  |  |       |  |  |                           |  |  |                              |  |
| Ferdinando II delle Due Sicilie         | Francesco I delle Due Sicilie |                                      |                                       |  |  |       |  |  |                           |  |  |                              |  |
|                                         |                               | Isabella di Borbone-Spagna           | Carlo IV di Spagna                    |  |  |       |  |  |                           |  |  |                              |  |
|                                         |                               | Isabella di Borbone-Spagna           | Carlo IV di Spagna                    |  |  |       |  |  |                           |  |  |                              |  |
|                                         |                               | Isabella di Borbone-Spagna           | Maria Luisa di Borbone-Parma          |  |  |       |  |  |                           |  |  |                              |  |
| Maria Immacolata di Borbone-Due Sicilie |                               | Isabella di Borbone-Spagna           |                                       |  |  |       |  |  |                           |  |  |                              |  |
|                                         |                               | Carlo d'Asburgo-Teschen              | Leopoldo II d'Asburgo-Lorena          |  |  |       |  |  |                           |  |  |                              |  |
|                                         |                               | Carlo d'Asburgo-Teschen              | Leopoldo II d'Asburgo-Lorena          |  |  |       |  |  |                           |  |  |                              |  |
|                                         |                               | Carlo d'Asburgo-Teschen              | Maria Luisa di Borbone-Spagna         |  |  |       |  |  |                           |  |  |                              |  |
| Maria Teresa d'Asburgo-Teschen          |                               | Carlo d'Asburgo-Teschen              |                                       |  |  |       |  |  |                           |  |  |                              |  |
|                                         |                               | Enrichetta di Nassau-Weilburg        | Federico Guglielmo di Nassau-Weilburg |  |  |       |  |  |                           |  |  |                              |  |
|                                         |                               | Enrichetta di Nassau-Weilburg        | Federico Guglielmo di Nassau-Weilburg |  |  |       |  |  |                           |  |  |                              |  |
|                                         |                               | Enrichetta di Nassau-Weilburg        | Luisa Isabella di Kirchberg           |  |  |       |  |  |                           |  |  |                              |  |
|                                         |                               | Enrichetta di Nassau-Weilburg        |                                       |  |  |       |  |  |                           |  |  |                              |  |